# NCAA Basketball Tournament Most Outstanding Player
NCAA Basketball Tournament Most Outstanding Player – nagroda przyznawana corocznie najlepszej koszykarce oraz koszykarzowi turnieju NCAA Division I (fazy NCAA Final Four) przez Associated Press. Tytuł MOP nie musi, ale zazwyczaj jest przyznawany członkowi/członkini drużyny mistrzowskiej, zwłaszcza odkąd w 1981 roku zrezygnowano z rywalizacji o 3. miejsce. Ostatnim koszykarzem, który otrzymał tę nagrodę, nie będąc mistrzem NCAA został Hakeem Olajuwon. Miało to miejsce w 1983 roku. Wśród zawodniczek była to Dawn Staley w 1991 roku. Jedynym laureatem nagrody, który nie występował w składzie podstawowym swojej drużyny był zawodnik uczelni Louisville – Luke Hancock (2013). Nagroda nie powinna być traktowana jako tytuł MVP, pomimo iż w wielu przypadkach jest właśnie tak odbierana.

## Laureaci
|  | - 1939 – Jimmy Hull, Ohio State - 1940 – Marvin Huffman, Indiana - 1941 – John Kotz, Wisconsin - 1942 – Howie Dallmar, Stanford - 1943 – Ken Sailors, Wyoming - 1944 – Arnie Ferrin, Utah - 1945 – Bob Kurland, Oklahoma A&M - 1946 – Bob Kurland (2), Oklahoma A&M - 1947 – George Kaftan, Holy Cross - 1948 – Alex Groza, Kentucky - 1949 – Alex Groza, Kentucky - 1950 – Irwin Dambrot, CCNY - 1951 – Bill Spivey, Kentucky - 1952 – Clyde Lovellette, Kansas - 1953 – B.H. Born, Kansas - 1954 – Tom Gola, La Salle - 1955 – Bill Russell, San Francisco - 1956 – Hal Lear, Temple - 1957 – Wilt Chamberlain, Kansas - 1958 – Elgin Baylor, Seattle - 1959 – Jerry West, West Virginia - 1960 – Jerry Lucas, Ohio State - 1961 – Jerry Lucas (2), Ohio State - 1962 – Paul Hogue, Cincinnati - 1963 – Art Heyman, Duke - 1964 – Walt Hazzard, UCLA - 1965 – Bill Bradley, Princeton - 1966 – Jerry Chambers, Utah - 1967 – Lew Alcindor (później Kareem Abdul-Jabbar), UCLA - 1968 – Lew Alcindor (2 – później Kareem Abdul-Jabbar), UCLA - 1969 – Lew Alcindor (3 – później Kareem Abdul-Jabbar), UCLA - 1970 – Sidney Wicks, UCLA - 1971 – Anulowano (Howard Porter, Villanova)* - 1972 – Bill Walton, UCLA - 1973 – Bill Walton (2), UCLA - 1974 – David Thompson, NC State - 1975 – Richard Washington, UCLA - 1976 – Kent Benson, Indiana - 1977 – Butch Lee, Marquette - 1978 – Jack Givens, Kentucky - 1979 – Earvin Johnson, Michigan State - 1980 – Darrell Griffith, Louisville - 1981 – Isiah Thomas, Indiana - 1982 – James Worthy, North Carolina - 1983 – Akeem Olajuwon (później Hakeem Olajuwon), Houston - 1984 – Patrick Ewing, Georgetown - 1985 – Ed Pinckney, Villanova - 1986 – Pervis Ellison, Louisville - 1987 – Keith Smart, Indiana - 1988 – Danny Manning, Kansas - 1989 – Glen Rice, Michigan - 1990 – Anderson Hunt, UNLV - 1991 – Christian Laettner, Duke - 1992 – Bobby Hurley, Duke - 1993 – Donald Williams, North Carolina - 1994 – Corliss Williamson, Arkansas - 1995 – Ed O’Bannon, UCLA - 1996 – Tony Delk, Kentucky - 1997 – Miles Simon, Arizona - 1998 – Jeff Sheppard, Kentucky - 1999 – Richard Hamilton, UConn - 2000 – Mateen Cleaves, Michigan State - 2001 – Shane Battier, Duke - 2002 – Juan Dixon, Maryland - 2003 – Carmelo Anthony, Syracuse - 2004 – Emeka Okafor, UConn - 2005 – Sean May, North Carolina - 2006 – Joakim Noah, Florida - 2007 – Corey Brewer, Florida - 2008 – Mario Chalmers, Kansas - 2009 – Wayne Ellington, North Carolina - 2010 – Kyle Singler, Duke - 2011 – Kemba Walker, UConn - 2012 – Anthony Davis, Kentucky - 2013 – Luke Hancock, Louisville - 2014 – Shabazz Napier, UConn - 2015 – Tyus Jones, Duke - 2016 – Ryan Arcidiacono, Villanova - 2017 – Joel Berry II, North Carolina - 2018 – Donte DiVincenzo, Villanova - 2019 – Kyle Guy, Virginia - 2020 – Żadnego turnieju (COVID-19) - 2021 – Jared Butler, Baylor - 2022 – Ochai Agbaji, Kansas - 2023 – Adama Sanogo, UConn - 2024 – Tristen Newton, UConn - 2025 – Walter Clayton Jr., Florida | - 1982 – Janice Lawrence, Louisiana Tech - 1983 – Cheryl Miller, Southern California - 1984 – Cheryl Miller (2), Southern California - 1985 – Tracy Claxton, Old Dominion - 1986 – Clarissa Davis, Teksas - 1987 – Tonya Edwards, Tennessee - 1988 – Erica Westbrooks, Louisiana Tech - 1989 – Bridgette Gordon, Tennessee - 1990 – Jennifer Azzi, Stanford - 1991 – Dawn Staley, Virginia - 1992 – Molly Goodenbour, Stanford - 1993 – Sheryl Swoopes, Teksas Tech - 1994 – Charlotte Smith, North Carolina - 1995 – Rebecca Lobo, UConn - 1996 – Michelle Marciniak, Tennessee - 1997 – Chamique Holdsclaw, Tennessee - 1998 – Chamique Holdsclaw (2), Tennessee - 1999 – Ukari Figgs, Purdue - 2000 – Shea Ralph, UConn - 2001 – Ruth Riley, Notre Dame - 2002 – Swin Cash, UConn - 2003 – Diana Taurasi, UConn - 2004 – Diana Taurasi (2), UConn - 2005 – Sophia Young, Baylor - 2006 – Laura Harper, Maryland - 2007 – Candace Parker, Tennessee - 2008 – Candace Parker (2), Tennessee - 2009 – Tina Charles, UConn - 2010 – Maya Moore, UConn - 2011 – Danielle Adams, Teksas A&M - 2012 – Brittney Griner, Baylor - 2013 – Breanna Stewart, UConn - 2014 – Breanna Stewart (2), UConn - 2015 – Breanna Stewart (3), UConn - 2016 – Breanna Stewart (4), UConn - 2017 – A'ja Wilson, South Carolina - 2018 – Arike Ogunbowale, Notre Dame - 2019 – Chloe Jackson, Baylor - 2020 – Żadnego turnieju (COVID-19) - 2021 – Haley Jones, Stanford - 2022 – Aliyah Boston, South Carolina - 2023 – Angel Reese, LSU - 2024 – Kamilla Cardoso, South Carolina - 2025 – Azzi Fudd, UConn |

* – uznany za występującego nielegalnie, z powodu podpisania w połowie seniorskiego sezonu zawodowego kontraktu, z zespołem ligi ABA – Pittsburgh Condors